# Fléchin
Fléchin är en kommun i departementet Pas-de-Calais i regionen Hauts-de-France i norra Frankrike. Kommunen ligger i kantonen Fauquembergues som tillhör arrondissementet Saint-Omer. År 2022 hade Fléchin 473 invånare.

## Befolkningsutveckling
Antalet invånare i kommunen Fléchin
| Referens: INSEE |